# DROP That
『DROP That』（ドロップザット）は、日本の男性アイドルグループINIの4枚目シングル。2023年5月24日にLAPONEエンタテインメントより発売された。

## 概要
本作のコンセプトは、「全てDROP Thatして楽しむ。」。ひとりぼっちのように感じるときも全部放り投げて一緒に楽しもうというメッセージが込められている。
INIの“第2章”の幕開けを告げたタイトル曲「FANFARE」、そしてカップリング曲「Let's Escape」、「INItialize」、「DROP」が各形態に収録された。このうち「DROP」には西洸人、「Let's Escape」には藤牧京介が作詞で参加した。
2023年5月15日、「FANFARE」のミュージックビデオが公開。
2023年5月22日、CD発売に先駆けて各ストリーミングサイトで全曲配信開始。
ビルボードでは初週売上52万枚でシングル・セールス首位を記録。
オリコンでは初週34.6万枚を売り上げ、週間シングルランキング（2023年6月5日付）で初登場1位を獲得。デビューシングル『A』から4作連続の1位となった。
2023年6月8日、Mnetの音楽番組『M COUNTDOWN』に初出演し、「FANFARE」の韓国語バージョンを披露した。

## 収録曲

### CD[6]
1. FANFARE (3:17)
作詞: CHAKUN(VILLAINX)、ELLUII(VILLAINX)、J6(VILLAINX)、Toru Ishikawa、YHANAEL
作曲: CHAKUN(VILLAINX)、ELLUII(VILLAINX)、J6(VILLAINX)、1LLEVEN(VILLAINX)
編曲: CHAKUN(VILLAINX)、ELLUII(VILLAINX)、J6(VILLAINX)、1LLEVEN(VILLAINX)
2. Let's Escape (3:08)
作詞: Jinli(Full8loom)、藤牧京介
作曲: Gloryface(Full8loom)、Jinli(Full8loom)
編曲: Gloryface(Full8loom)
3. INItialize (2:59)
作詞: Jung Hohyun(e.one)、Heon Seo、STAINBOYS、NU'MAKER
作曲: Jung Hohyun(e.one)、Heon Seo
編曲: Jung Hohyun(e.one)、Heon Seo
4. DROP (3:29)
作詞: 西洸人
作曲: Alawn、ALYSA、Benji Bae
編曲: Alawn、ALYSA
振付: KAITA (Rht.)

### DVD
- 初回限定盤A - PhotoINIsm #1[7]
- 初回限定盤B - PhotoINIsm #2[8]

## チャート成績
オリコンチャート
- オリコンデイリーシングルランキング（2023年5月23日付、5月24日付、5月25日付、5月26日付、5月27日付、5月28日付、5月29日付）で1位。

| 日付            | 順位 | 推定売上枚数 | 出典   |
| --------------- | ---- | ------------ | ------ |
| 2023年5月23日付 | 1位  | 254,457枚    | [ 9 ]  |
| 2023年5月24日付 | 1位  | 31,154枚     | [ 10 ] |
| 2023年5月25日付 | 1位  | 18,910枚     | [ 11 ] |
| 2023年5月26日付 | 1位  | 12,274枚     | [ 12 ] |
| 2023年5月27日付 | 1位  | 14,262枚     | [ 13 ] |
| 2023年5月28日付 | 1位  | 14,453枚     | [ 14 ] |
| 2023年5月29日付 | 1位  | 1,526枚      | [ 15 ] |

- オリコン週間シングルランキング（2023年6月5日付）で1位。

| 日付            | 順位 | 推定売上枚数 | 出典   |
| --------------- | ---- | ------------ | ------ |
| 2023年6月5日付  | 1位  | 345,519枚    | [ 16 ] |
| 2023年6月12日付 | 5位  | 25,199枚     | [ 17 ] |

Billboard JAPAN
- Billboard JAPAN 週間シングル・セールス・チャート「Top Singles Sales」（2023年5月31日公開）で1位。初週売上枚数は522,251枚[3]
- Billboard JAPAN ダウンロード・ソング・チャート「Download Songs」（2023年5月31日公開）で2位。「FANFARE」は13,047DLを売り上げた[18]。

レコチョク
- レコチョクアワード 月間最優秀楽曲賞2023年5月度アルバムランキングで1位[19]。

タワーレコード
- J-POPシングル ウィークリーTOP30（2023年5月23日付）で1位[20]。